# Admetophoneus
Admetophoneus is een dubieus geslacht van uitgestorven niet-zoogdierachtige synapsiden uit Rusland. De type- en enige soort is Admetophoneus kargalensis. De geslachtsnaam betekent 'ontembare moordenaar'. De soortaanduiding verwijst naar de Kargalimijnen.

## Geschiedenis
Admetophoneus werd benoemd door de Russische paleontoloog Ivan Efremov in 1954, op basis van enkele tanden, een fragmentarisch bovenkaaksbeen (het holotype PIN 1954/5) en een opperarmbeen. Het werd oorspronkelijk geclassificeerd als een lid van Brithopodidae. Later werd het geclassificeerd in Phthinosuchidae. Recent onderzoek heeft echter aangetoond dat het een lid is van Anteosauria, maar geen diagnostische kenmerken heeft.  Het is in wezen identiek aan de gelijktijdige Titanophoneus, en zou ermee synoniem kunnen zijn, maar de slechte bewaring betekent dat het niet kan worden bewezen.